# شبيهات الزيتون
شبيهات الزيتون (الاسم العلمي: Elaeocarpaceae)، فصيلة نباتات مُزهرة. تحتوي الفصيلة على حوالي 615 نوعًا من الأشجار والشجيرات ضمن 12 جنسًا. أكبر الأجناس هو شبيه الزيتون، يضم حوالي 350 نوعًا، وسلونيا، الذي يضم حوالي 150 نوعًا.

## الأجناس
- الأرسطوية
- شبيه الزيتون